# قائمة مؤلفات أحمد شفيق الخطيب
هذه قائمة مؤلفات أحمد شفيق الخطيب، وهو معجمي فلسطيني ورئيس دائرة المعاجم في مكتبة لبنان ناشرون، وعضو في مجمع اللغة العربية بدمشق.

## القائمة

### الموسوعات
| # | الغلاف | العنوان                                           | سنة أول نشر | ملاحظات                                |
| - | ------ | ------------------------------------------------- | ----------- | -------------------------------------- |
| 1 |        | موسوعة الطبيعة الميسرة: بالألوان والصور التوضيحية | 1985        | صدرت طبعة ثانية من الموسوعة سنة 2000م. |
| 2 |        | الموسوعة العلمية الشاملة                          | 1998        | بالمشاركة مع يوسف سليمان خير الله      |
| 3 |        | الموسوعة العلمية المعاصرة                         | 2004        | بالمشاركة مع يوسف سليمان خير الله      |

### المعاجم
تأليف
| # | الغلاف | العنوان                                                                   | سنة أول نشر | ملاحظات |
| - | ------ | ------------------------------------------------------------------------- | ----------- | --- |
| 1 |        | معجم المصطلحات العلمية والفنية والهندسية: إنجليزي عربي موضح بالصور        | 1971        | صدرت الطبعة الثانية من المعجم سنة 1974م، والثالثة سنة 1975م والرابعة سنة 1977م، والخامسة سنة 1980م، والسادسة سنة 1985م، وأعيد طبعها سنوات 1987م و1991م، و1999م. أعيد طبعه مجدداً بطبعة جديدة سنة 2000م ووسمت عناوين الطبعات بعدها بكلمة الجديد، وأعيد طبعها سنة 2003م و2018م. |
| 2 |        | معجم مصطلحات البترول والصناعة النفطية: إنكليزي - عربي موضح بالرسوم        | 1975        | صدرت الطبعة الثانية من المعجم سنة 1981م والثالثة سنة 1990م، والرابعة سنة 1999م، والخامسة سنة 2006م. |
| 3 |        | قاموس حتي الطبي الجديد: إنكليزي-عربي، مع مسرد ألفبائي (عربي-إنكليزي) موسّع | 1989        | - بالمشاركة مع الطبيب يوسف حتي. - صدرت الطبعة الثانية سنة 1990م، والثالثة سنة 1993م، والخامسة سنة 1999م، والسادسة سنة 2000م والسابعة سنة 2002م، والثامنة سنة 2004م، وطبعة جديدة موسعة سنة 2011م، أعيد ترقيمها بدءاً من الطبعة الأولى.                                         |
| 4 |        | قاموس العلوم المصور: بالتعريفات والتطبيقات                                | 2001        | - |

### المقالات
| رقم | الصورة | العنوان                                                      | اسم المجلة                    | سنة النشر | المرجع |
| --- | ------ | ------------------------------------------------------------ | ----------------------------- | --------- | ------ |
| 1   |        | وضع المصطلحات العلمية وتطور اللغة                            | اللسان العربي                 | 1972      | [ 15 ] |
| 2   |        | حول صياغة "فعول" من الفعل "نقل" صفة لما يمكن نقله أو انتقاله | اللسان العربي                 | 1993      | [ 16 ] |
| 3   |        | منهجية بناء المصطلحات وتطبيقاتها                             | مجلة مجمع اللغة العربية بدمشق | 2000      | [ 17 ] |

### سلاسل كتب مصورة للأطفال
| رقم | صورة | عنوان                | تاريخ النشر | ملاحظات |
| --- | ---- | -------------------- | ----------- | --- |
| 1   |      | سلسلة حيوانات العالم | 1974        | - صدرت طبعتان من السلسلة، الأولى سنة 1974م والثانية 1981م. - تضم 7 كتيبات مترجمة عن أصل إنجليزي كل منها قرابة 50 صفحة. - ترجم اللبونات الإسترالية، ولبونات البحر والجو بالمشاركة مع أنيس فريحة، وراجع 4 أجزاء ترجمها رامز مسوح هي اللبونات الإفريقية واللبونات الأوروبية ولبونات أمريكا الشمالية ولبونات أمريكا الجنوبية. |

## هوامش
1. ↑  احتوى العنوان الإنجليزي لطبعة سنة 1971م كلمة (بالإنجليزية: new)‏، وهذه الكلمة غير موجودة بالعنوان العربي، وبدءاً من طبعة 2000، أعيد ترقيم الطبعات من الأولى وأضيفت كلمة (بالإنجليزية: updated)‏ لتمييز الطبعة الجديدة، وقابلها كلمة (الجديد) العربية.